# Diez puñaladas en el corazón
Diez puñaladas en el corazón (Ti kniver i hjertet) es una película noruega de 1994, dirigida por Marius Holst y basada en la novela de Lars Saabye Christensen Gutten som ville være en av gutta (El niño que será uno de estos muchachos).
La música fue escrita e interpretada por la banda Timbersound, compuesta del dueto formado por Magne Furuholmen (A-ha) y Kjetil Bjerkestrand.
La cinta ganó el premio a la mejor película en el Festival Internacional de Berlín, el Festival Internacional de Chicago y el Festival Internacional de Montreal.
- Datos: Q1765704